# Dicrocerus
Il dicrocero (gen. Dicrocerus) è un mammifero artiodattilo estinto, appartenente ai cervidi. Visse nel Miocene medio e superiore (circa 14 - 6 milioni di anni fa) e i suoi resti fossili sono stati ritrovati in Europa e in Asia.

## Descrizione
Questo animale era simile a un cervo di piccole dimensioni, e non doveva arrivare al metro di altezza. Solitamente la taglia doveva essere simile a quella di un capriolo. Dicrocerus possedeva un cranio allungato e due corna sopra gli occhi, che si biforcavano all'estremità. I palchi erano ancora piuttosto primitivi, ed erano dotate di una base ingrossata e simile a una rosetta. Un'importante differenza rispetto ai cervidi più primitivi come Lagomeryx e Procervulus era data dal fatto che in Dicrocerus il palco vero e proprio era più lungo dello stelo, e raggiungeva circa 20 centimetri. Contrariamente ai cervidi attuali, anche le femmine di Dicrocerus erano dotate di corna.

## Classificazione

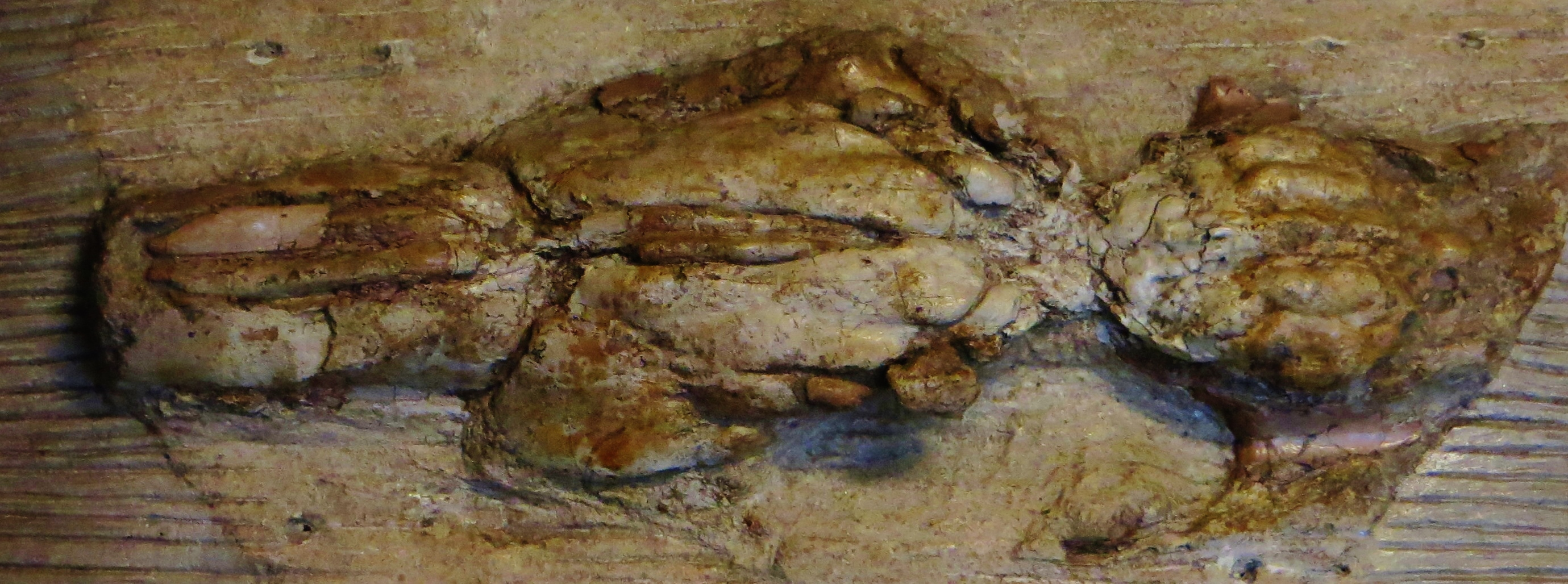
Calco endocranico di Dicrocerus elegans

Dicrocerus, descritto per la prima volta nel 1837 da Lartet, è un rappresentante primitivo della famiglia dei cervidi. Si sviluppò nel corso del Miocene medio e probabilmente ebbe origine da forme ancor più primitive come Lagomeryx, Acteocemas o Stehlinoceros. La specie più conosciuta è Dicrocerus elegans, di cui sono stati ritrovati moltissimi resti fossili nel giacimento francese di Sansan. Forme come Euprox o Heteroprox, pressoché contemporanee, portarono a un nuovo grado lo sviluppo dei palchi decidui.

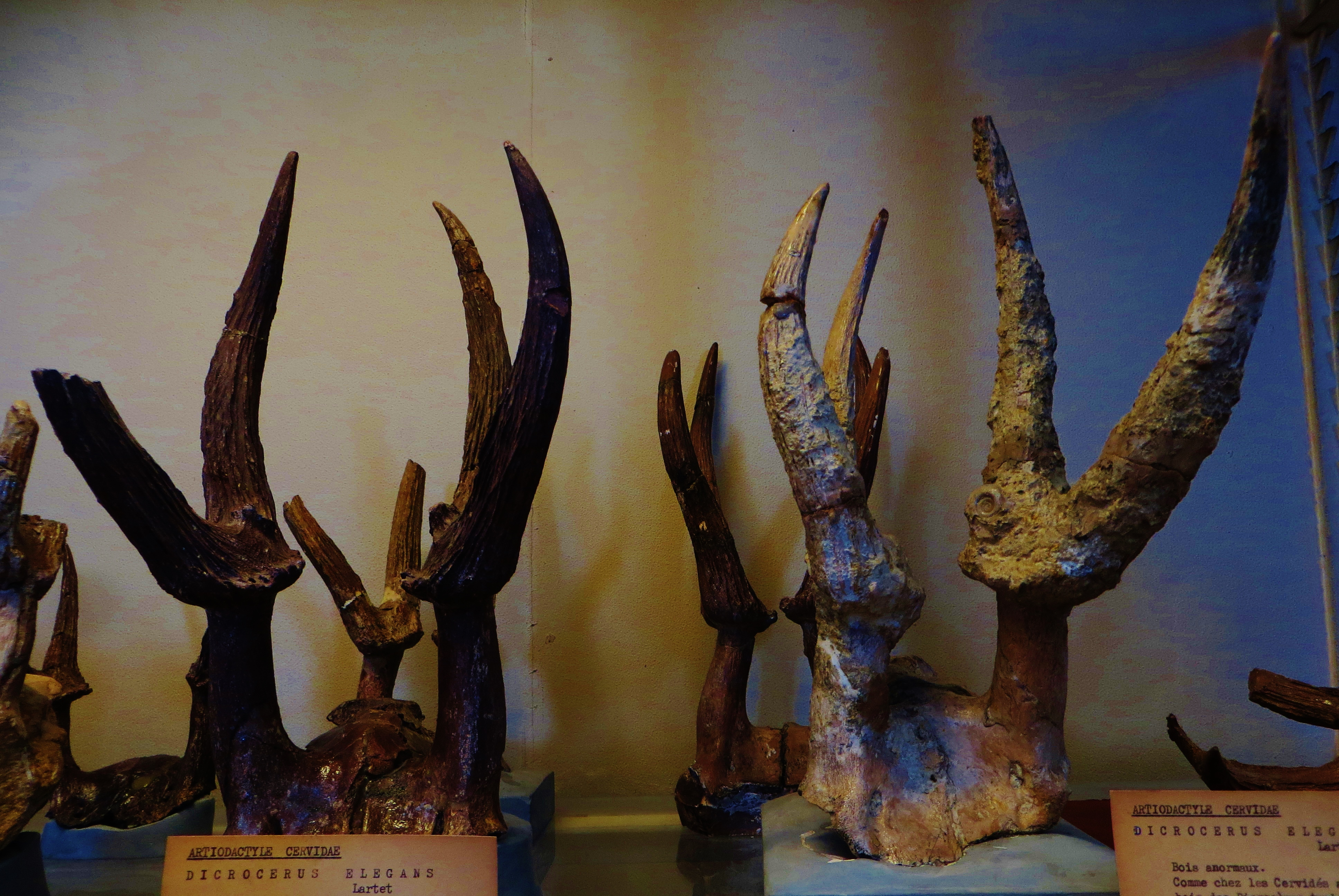
Palchi di Dicrocerus elegans

## Paleobiologia
Dicrocerus è il più grande fra i cervidi del Miocene inferiore/medio e, poiché la sua morfologia ricorda quella degli attuali muntiac (con denti a corona bassa), si suppone che come questi ultimi fosse un brucatore di fogliame tenero. In ogni caso, alcuni dati riguardanti microusure dei denti nei fossili provenienti da Sansan indicano che, almeno in questa zona, Dicrocerus si fosse adattato a nutrirsi anche di altri materiali vegetali più duri; ciò suggerirebbe che Dicrocerus non abitava solo le foreste umide e chiuse, ma anche le praterie aperte che andavano estendendosi nel corso del Miocene (Solounias & Moelleken, 1994). La notevole abbondanza di fossili di Dicrocerus nel giacimento indica inoltre che questo animale era probabilmente gregario (DeMiguel et al., 2008) e che i branchi erano numerosi. La competizione intraspecifica doveva essere alta riguardo alle risorse di cibo.

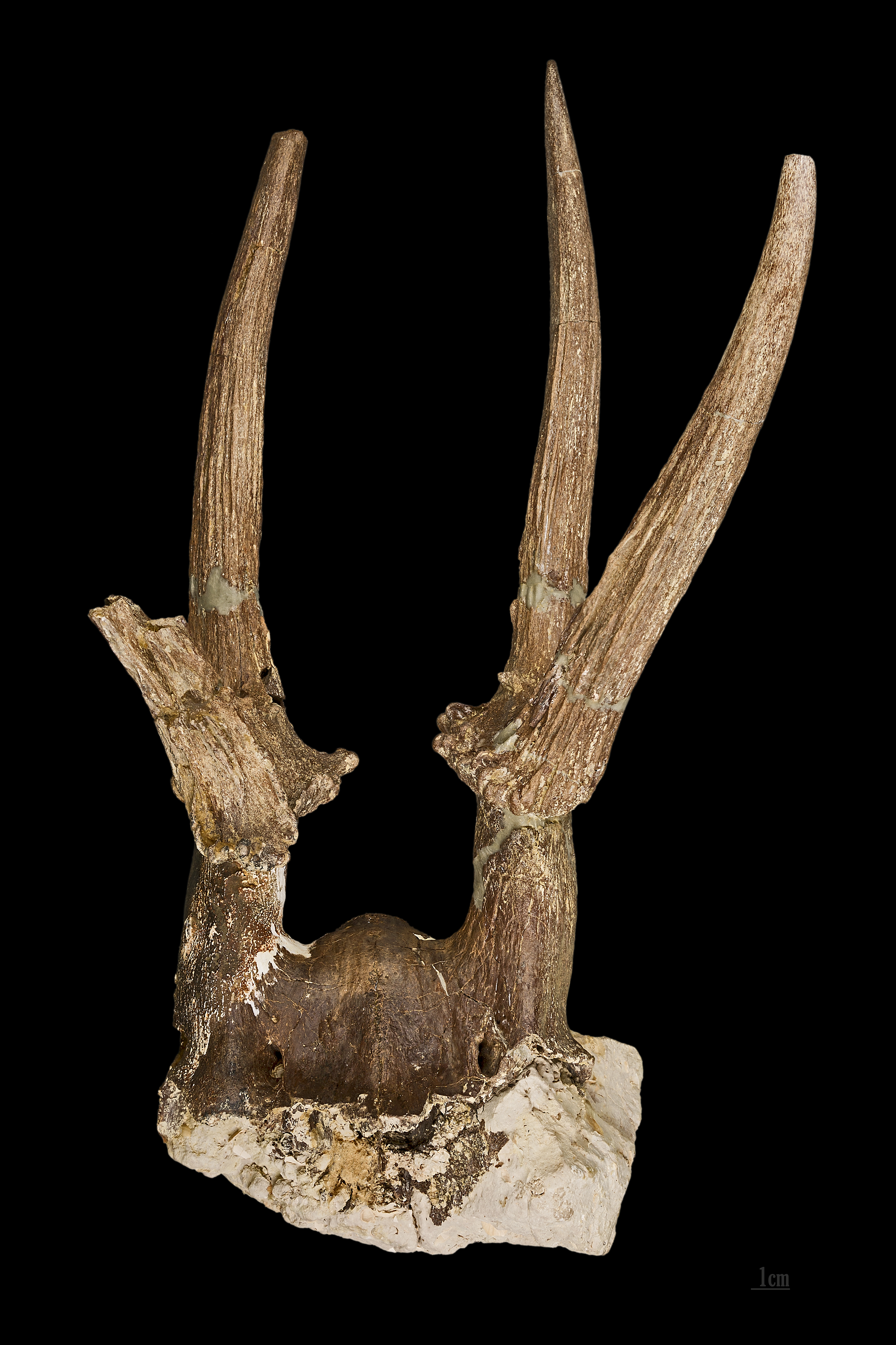
Corna di Dicrocerus elegans

Uno studio del 2011 riguardante l'istologia dei palchi di Dicrocerus elegans ha messo in luce notevoli differenze tra le corna dei maschi e quelli delle femmine. Nelle femmine, i margini anteriore e posteriore dell'appendice formano un angolo più acuto di quello dei maschi, e sono più paralleli se visti lateralmente. Dopo il primo ricambio, la base dei palchi (anzi "protopalchi") è più grande del peduncolo superiore e una struttura simile a una corona appare sviluppata solo intorno al lato mediale. Nei ricambi successivi, i peduncoli diventano più brevi e la loro sezione è più circolare, mentre i protopalchi diventano molto più grandi, e hanno rami più lunghi e distinti. I rami delle femmine sono più brevi di quelli dei maschi, soprattutto quello anteriore, e appaiono dritti, invece di essere ricurvi. Caratteristiche istologiche indicano differenze importanti rispetto ai veri palchi e suggeriscono che la sostituzione non poteva verificarsi annualmente. Non era presente un nucleo di tessuto osseo spugnoso. Una volta completata la crescita, la mineralizzazione progrediva dal centro verso la periferia e quando il palco finale di 'velluto' diventava completamente pietrificato, i tessuti morivano e la pelle vellutata si staccava.
A causa del ciclo di crescita completo e la presenza della struttura a forma di corona, i protopalchi di Dicrocerus e i palchi dei cervidi attuali sembrano essere appendici omologhe. Le differenze istologiche potrebbero essere correlate a differenze nella regolazione del ciclo ormonale, che possono essere causate dal fatto che Dicrocerus abitava un ambiente tropicale, e che anche le femmine avevano sviluppato protopalchi. Non va trascurato che i veri palchi apparvero diversi milioni di anni più tardi rispetto ai protopalchi e ad altre appendici craniche dei ruminanti, in coincidenza con la Transizione Climatica del Miocene medio (Azanza et al., 2011).

## Bibliografia

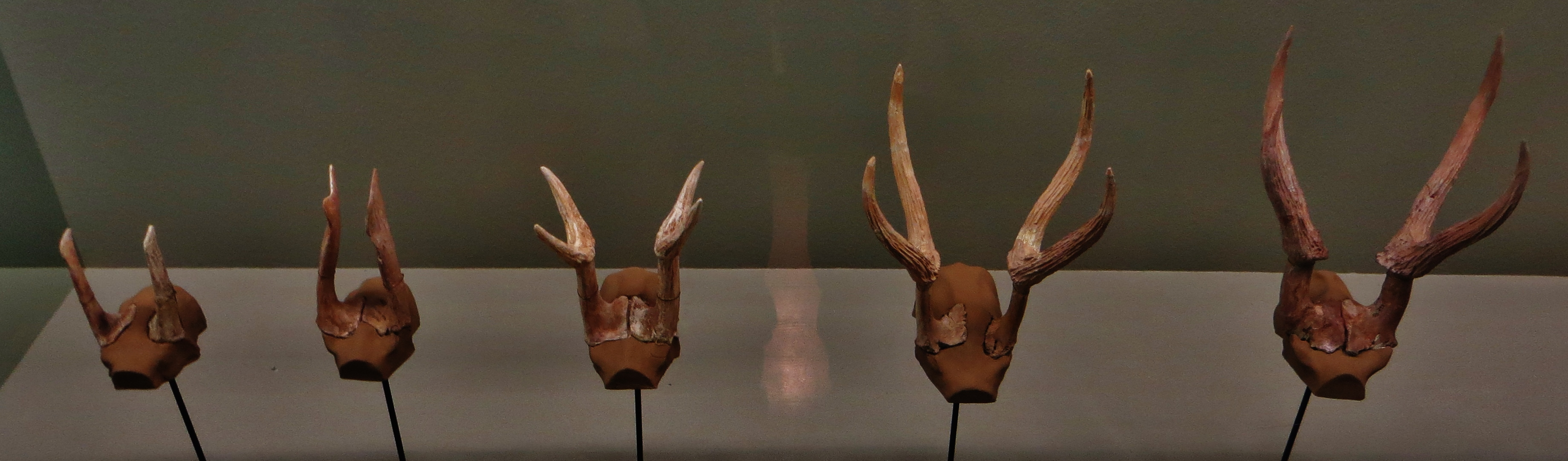
Serie di crescita dei palchi di Dicrocerus elegans